# 판타스틱 애니월드
《판타스틱 애니월드》(영어: CyberWorld)는 2000년 개봉된 미국의 애니메이션 영화이다.

## 줄거리
3차원 컴퓨터 애니메이션. 3D 기술력으로 태어난 캐릭터 피그가 안내하는 '사이버 애니월드'로의 초대. 수많은 고정팬을 확보한 '심슨 가족'과 드림웍스의 화제작 <개미>를 비롯해 세계 각국의 매력적인 애니 캐릭터들을 피그와 함께 둘러본다. 바로 그 때, 말썽꾸러기 벌레들의 반란으로 '사이버 애니월드'는 붕괴 될 위기에 처하게 되는데... 그들을 박멸하기 위해 나선 피그는 과연 이 위기에 어떻게 대처해 나갈 것인가!

## 출연
- 제나 엘프만 - 피그 역
- 맷 플레워 - 프래즐리드 역
- 로버트 N. 스미스 - 버지드 / 위리드 역
- 데이브 폴리 - 행크 역
- 우디 앨런
- 행크 아자리아
- 낸시 카트라이트
- 댄 카스텔라네타
- 줄리 카브너
- 카라 피프코
- 해리 쉬어러
- 이어들리 스미스
- 실베스터 스탤론
- 샤론 스톤